# 3873 Roddy
3873 Roddy је Марсов тројански астероид чија средња удаљеност од Сунца износи 1,892 астрономских јединица (АЈ).
Апсолутна магнитуда астероида је 12,0.